# Melanthius
Melanthius  (Μελάνθιος) fou el nom clàssic d'un riu del Pont que separava el Pont Polemaic de la Capadòcia. Desaiguava a l'Euxí, una mica a l'est de Cotiora (Cotyora). És probablement el modern Melet Irmak.